# Солароло-Райнеріо
Солароло-Райнеріо (італ. Solarolo Rainerio) — муніципалітет в Італії, у регіоні Ломбардія,  провінція Кремона.
Солароло-Райнеріо розташоване на відстані близько 400 км на північний захід від Рима, 100 км на південний схід від Мілана, 26 км на схід від Кремони.
Населення — 978 осіб (2014).

## Демографія
Населення за роками:

Станом на 1 січня 2023 року в муніципалітеті офіційно проживали 153 іноземці з 16 країн, серед них 24 громадяни країн Євросоюзу та 1 громадянин України.

## Сусідні муніципалітети
- Гуссола
- П'ядена
- Сан-Джованні-ін-Кроче
- Сан-Мартіно-дель-Лаго
- Скандолара-Равара
- Вольтідо